# Черокі (Айова)
Черокі (англ. Cherokee) — місто (англ. city) в США, в окрузі Черокі штату Айова. Населення — 5199 осіб (2020).

## Географія
Черокі розташоване за координатами 42°45′4″ пн. ш. 95°33′10″ зх. д. / 42.75111° пн. ш. 95.55278° зх. д. (42.751070, -95.552828).  За даними Бюро перепису населення США в 2010 році місто мало площу 16,71 км², з яких 16,64 км² — суходіл та 0,06 км² — водойми.

## Демографія
Згідно з переписом 2010 року, у місті мешкали 5253 особи в 2316 домогосподарствах у складі 1339 родин. Густота населення становила 314 особи/км².  Було 2569 помешкань (154/км²).
Расовий склад населення:
| - 95,5 % — білих - 1,0 % — чорних або афроамериканців - 0,7 % — азіатів - 0,3 % — корінних американців - 0,2 % — вихідців з тихоокеанських островів - 1,2 % — осіб інших рас |

До двох чи більше рас належало 1,1 %. Частка іспаномовних становила 2,9 % від усіх жителів.
За віковим діапазоном населення розподілялося таким чином: 20,2 % — особи молодші 18 років, 57,0 % — особи у віці 18—64 років, 22,8 % — особи у віці 65 років та старші. Медіана віку мешканця становила 46,3 року. На 100 осіб жіночої статі у місті припадало 94,6 чоловіків;  на 100 жінок у віці від 18 років та старших — 93,9 чоловіків також старших 18 років.
Середній дохід на одне домашнє господарство  становив 48 161 долар США (медіана — 40 811), а середній дохід на одну сім'ю — 62 612 долари (медіана — 56 048). За межею бідності перебувало 14,3 % осіб, у тому числі 17,5 % дітей у віці до 18 років та 4,8 % осіб у віці 65 років та старших.
Цивільне працевлаштоване населення становило 2461 осіб. Основні галузі зайнятості: виробництво — 21,7 %, освіта, охорона здоров'я та соціальна допомога — 20,8 %, роздрібна торгівля — 14,8 %.